# تيد سافاج (لاعب كرة قاعدة)
تيد سافاج (بالإنجليزية: Ted Savage)‏ هو لاعب كرة قاعدة أمريكي، ولد في 21 فبراير 1936 في فينيس في الولايات المتحدة.

## وصلات خارجية
- تيد سافاج على موقع دوري كرة القاعدة الرئيسي (الإنجليزية)
- تيد سافاج على موقعبيزبول رفرنس.كوم (الدوري الرئيسي) (الإنجليزية)
- تيد سافاج على موقعبيزبول رفرنس.كوم (الدوري الثانوي) (الإنجليزية)
- تيد سافاج على موقع جمعية أبحاث البيسبول الأمريكية (الإنجليزية)
- تيد سافاج على موقع إي إس بي إن.كوم (أم.أل.بي) (الإنجليزية)
- تيد سافاج على موقع مشجعي الرسوم البيانية (الإنجليزية)